# Clitoria ternatea
Clitoria ternatea L. è una pianta appartenente alla famiglia delle Fabaceae.  È diffusa nelle aree tropicali e subtropicali di tutto il mondo e viene utilizzata in vari modi, ma in particolare come pianta ornamentale rampicante.

## Descrizione

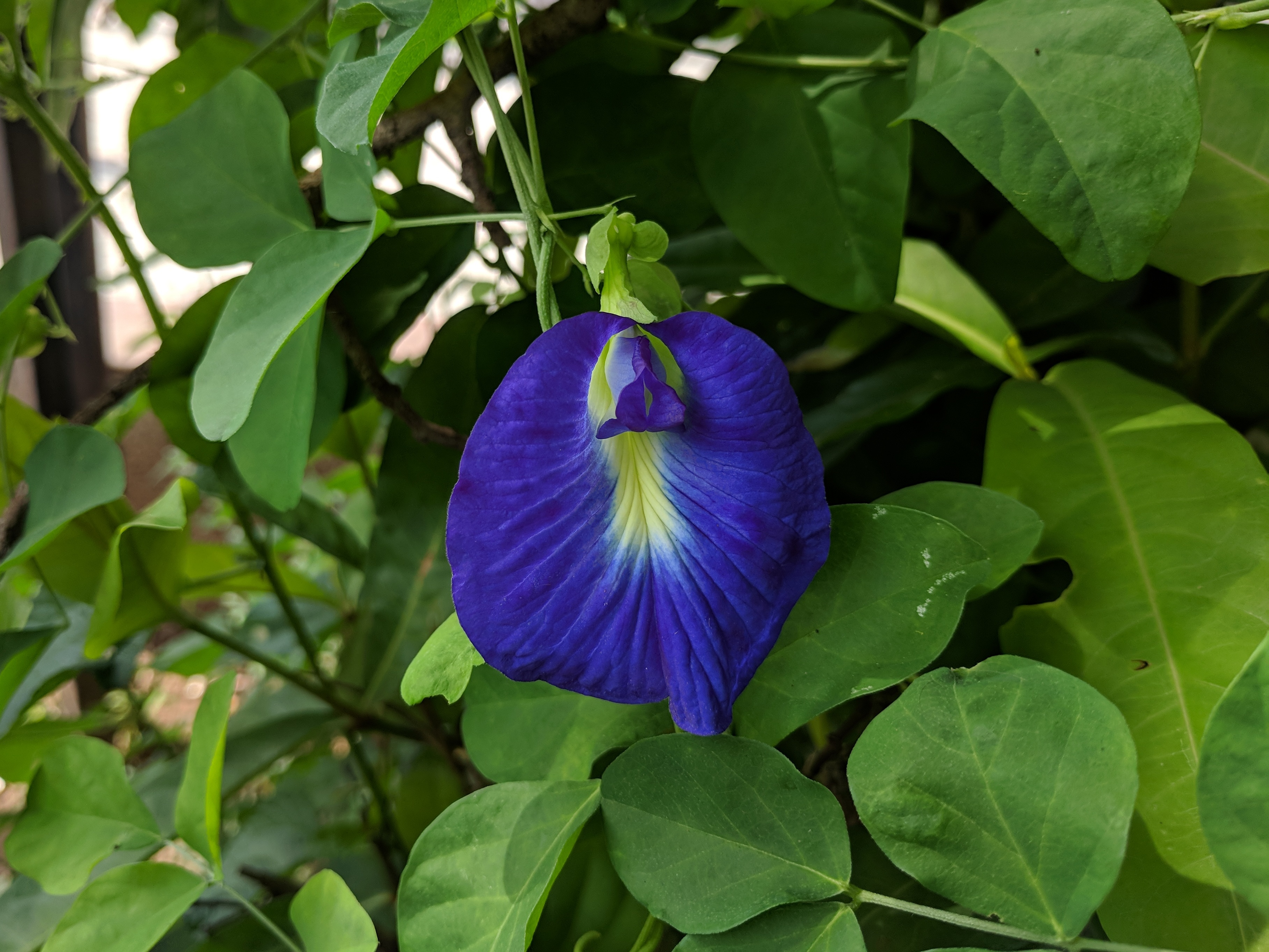
Fiore di C. ternatea

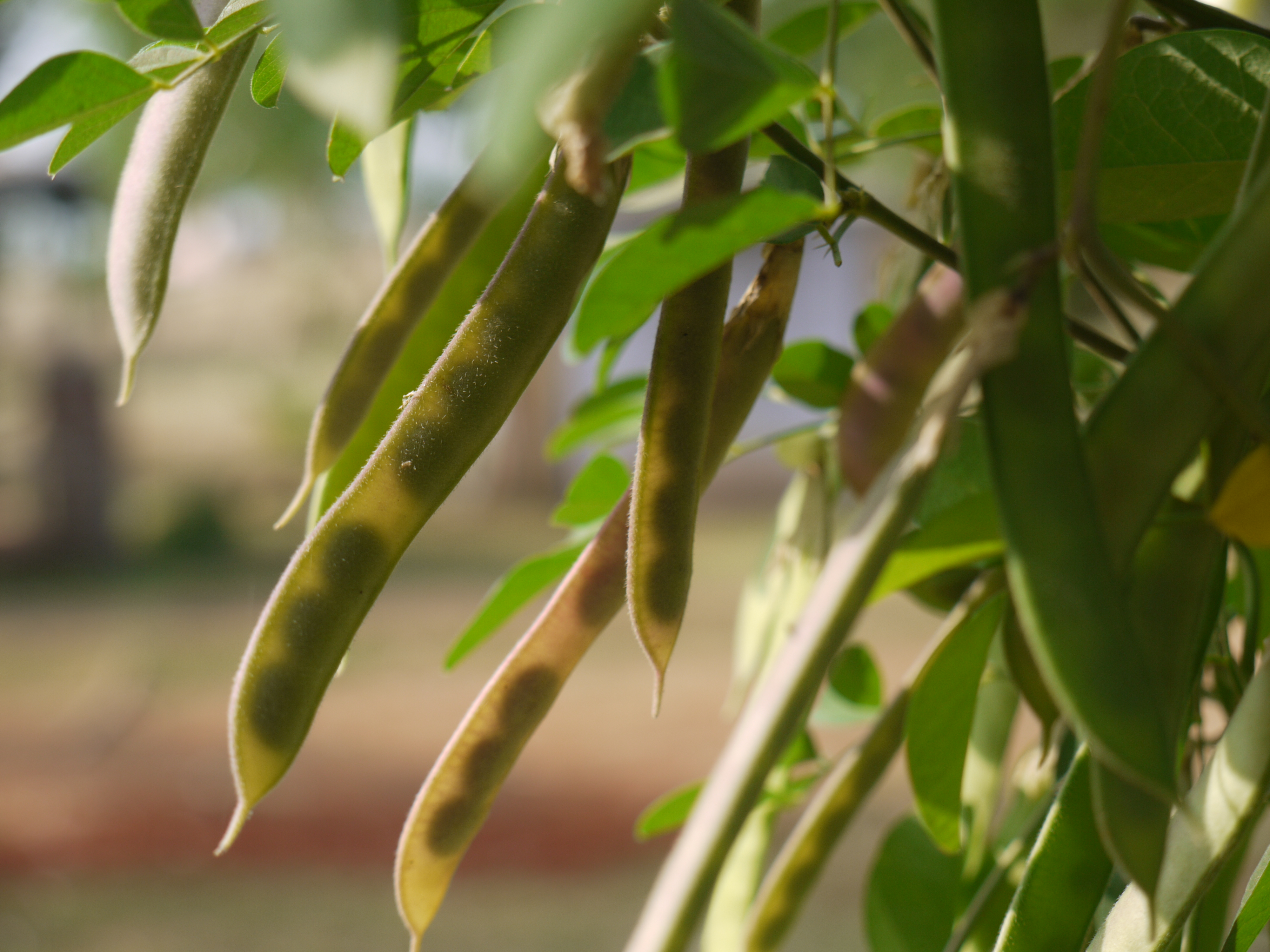
Frutti (baccelli) di C. ternatea

C. ternatea cresce rapidamente come pianta erbacea sempreverde, perenne, strisciante o o come pianta rampicante. I fusti arrotondati e scanalati, aventi un diametro da 1 a 2 millimetri, sono corti, irsuti o, a seconda dell'età, più o meno pelosi e possono diventare legnosi. I fusti, che raggiungono i 5 metri di altezza sono raramente ramificati nella zona inferiore e superiore. Gli internodi sono solitamente lunghi da 5 a 15 centimetri.
Le foglie sono rette da un picciolo lungo da 1,5 a 3 cm leggermente scanalato e peloso. La lamina fogliare è imparipennata con cinque, o raramente sette, foglioline. Queste sono sottili, membranose e sono lunghe da 1,5 a 5 cm e larghe da 1 a 3,5 cm, con una forma ellittica o ovoidale, con una base smussata e un'estremità appuntita. Entrambe le superfici fogliari sono dello stesso colore e presentano peli corti e ispidi anche se la pagina superiore della foglia può essere glabra. Su ciascuna fogliolina sono presenti da quattro a sei vene laterali disposte alternativamente su ciascun lato della vena principale.
L'infiorescenza è ridotta ad un unico fiore posto all'ascella delle foglie. Il fusto nudo dell'infiorescenza, termina con due pulvini. Il gambo del fiore, lungo da 3 a 6 mm, è peloso e contorto o ricurvo su una base ispessita.
I fiori ermafroditi, relativamente grandi, sono zigomorfi e quintuplici con un doppio perianzio. I cinque sepali membranosi, glabri, lunghi da 1,5 a 2 cm, sono fusi per più della metà della loro lunghezza per formare un calice. I cinque petali sono di colore dal blu cielo al viola, rosa o bianco e sono lunghi fino a 5,5 cm.
Il baccello, quasi sessile, è inizialmente circondato da un calice durevole alla base che si apre con il progredire della crescita. Il legume è inizialmente peloso, glabro a maturità, prima bruno chiaro e poi marrone chiaro, è lineare, allungato e appiattito con una lunga punta. Le valve del frutto, quasi diritte, sono lunghe da 10 a 11 cm e larghi da 9 a 11 mm. Ogni legume contiene da sei a dieci semi.
I semi, lunghi da 5 a 6 mm, larghi circa 4 mm e spessi da 1,5 a 2 mm, rettangolari, sono a forma di rene o allungati.

## Distribuzione e habitat
C. ternatea è nativa dell'Africa tropicale e meridionale, penisola arabica e Cina ma è stata introdotta anche in Sud America, Sud-est asiatico, nel subcontinente indiano e in Oceania. Cresce principalmente nel bioma tropicale stagionalmente secco.
Clitoria ternatea si avvolge sugli alberi nel sottobosco delle foreste. Si ritrova spesso in luoghi disturbati. Di solito prospera ad altitudini comprese tra 0 e 1000 metri. In alcune zone è considerata una pianta infestante.

## Usi

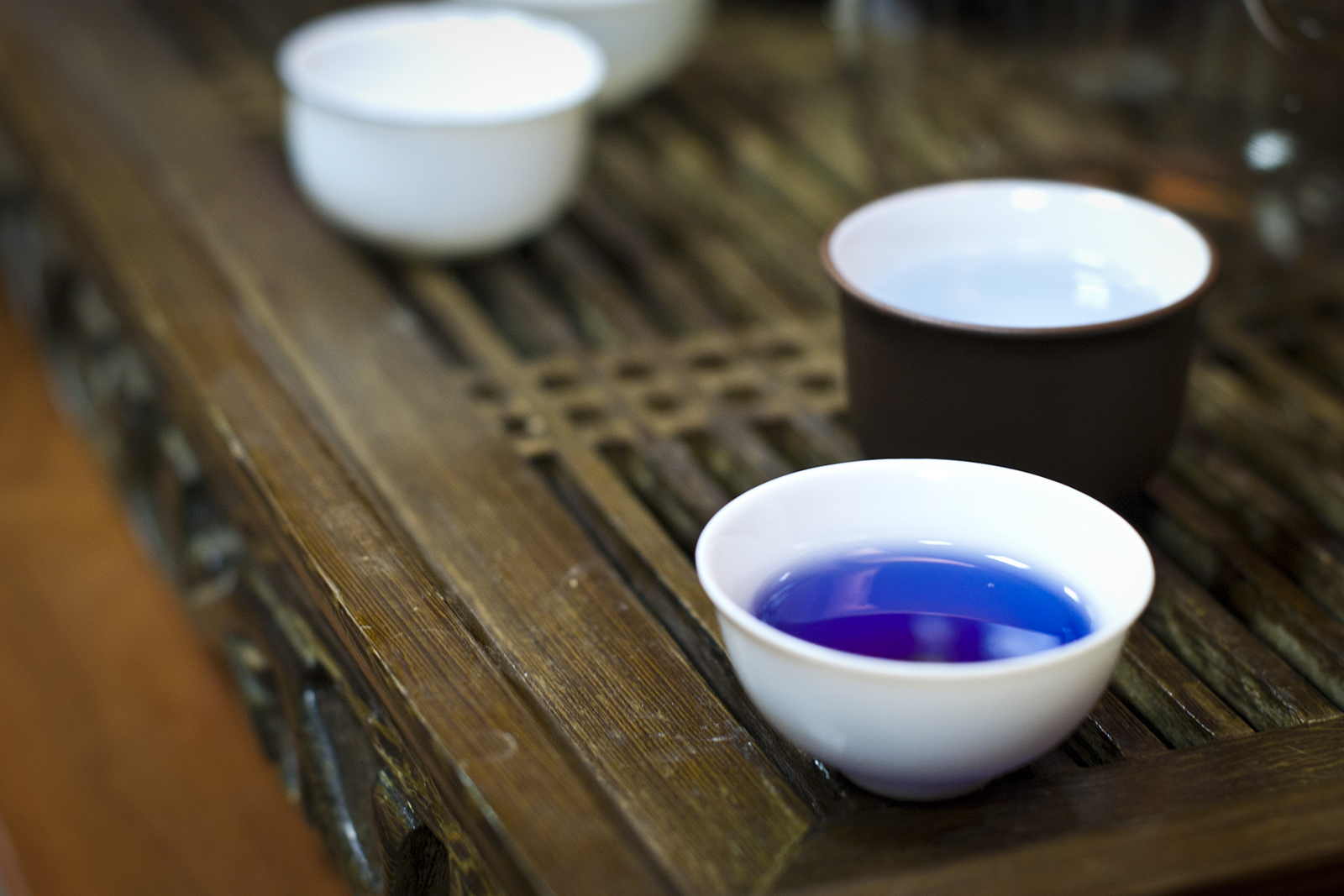
Infuso a base di fiori di Clitoria ternatea

C. ternatea è utilizzata nelle zone tropicali e subtropicali come pianta ornamentale rampicante in parchi e giardini. Nelle zone più fresche può essere coltivata in serra e coltivata come pianta annuale.
I fiori di C. ternatea vengono utilizzati per colorare di blu i cibi (ad esempio il riso in India e a Cuba) e le bevande. I petali essiccati dei fiori possono essere utilizzati per preparare un infuso blu, che cambia colore a seconda del livello di pH. Questo infuso è molto comune nel sud-est asiatico. Tuttavia, da un punto di vista legale e per proteggere i consumatori, tali bevande non possono essere vendute nell’UE per motivi precauzionali.
I legumi giovani sono commestibili. Da essi si possono ottenere minerali e vitamine.
Clitoria ternatea è spesso utilizzata nel sovescio e come copertura del terreno nei campi e nelle piantagioni. La pianta è un buon alimento per il bestiame, sia fresco che come fieno.
Semi e germogli vengono utilizzati per tingere materiali come i tessuti per abbigliamento.